# Skviřínský dub

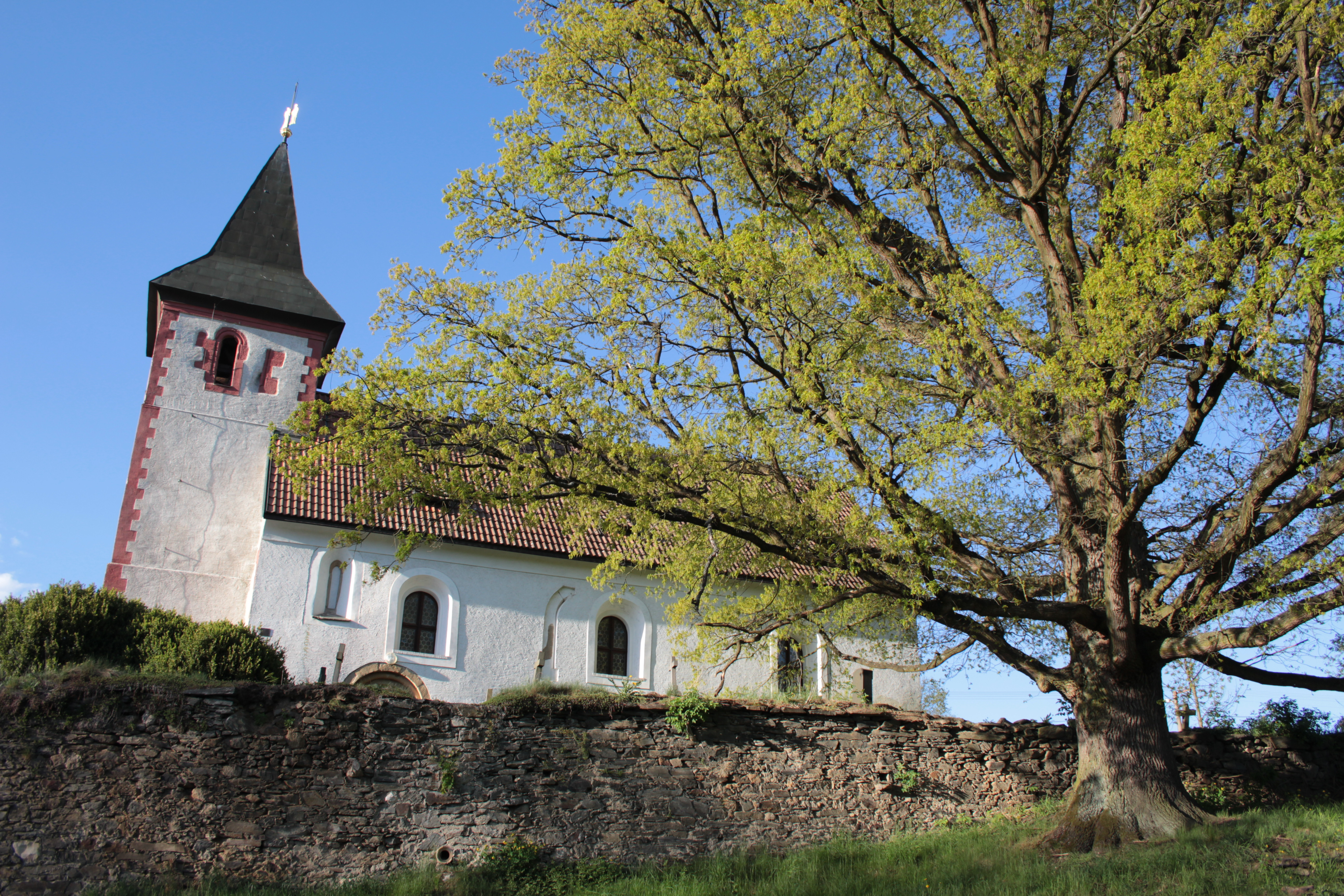
Památný dub ve Skviříně

Skviřínský dub je památný strom ve vesnici Skviřín východně od Boru. Zdravý třistaletý  dub letní (Quercus robur) roste pod hřbitovní zdí v severozápadní části vsi v nadmořské výšce 465 m. Obvod jeho kmene měří 370 cm a koruna stromu dosahuje do výšky 25 m (měření 1980). Dub je chráněn od roku 1981 pro svůj vzrůst a jako krajinná dominanta. V roce 2000 byl proveden zdravotní a redukční řez koruny stromu.

## Stromy v okolí
- Borská alej
- Borský kaštan